# 龍夔
龍夔（1450年—？），字舜卿，江西袁州府宜春縣人，民籍，明朝政治人物。

## 生平
江西鄉試第六十二名舉人。弘治三年（1490年）中式庚戌科二甲第二十六名進士。正德初官直隶太平府知府。

## 家族
曾祖龍清；祖父龍瑛，提舉司典吏 封禮部員外郎；父龍暹，太常寺少卿。母張氏（贈恭人）；繼母王氏。具庆下。弟畟、夏、愛、㚇、俊。子復初，上林苑监蕃育署录事；復祚，医学正科；復禮，舉人；復祐，例受冠带蚤卒。